# Arndt Pekurinen
Arndt Juho Pekurinen (ur. 29 sierpnia 1905 w Juva w Finlandii, zm. 5 listopada 1941 w Rejonie kalewalskim) – fiński pacyfista i obdżektor.

## Życiorys
W 1926 Pekurinen ustawicznie odmawiał obowiązkowej służby wojskowej, co doprowadziło do jego uwięzienia pomiędzy 1929 a 1931. Odrzucał noszenie munduru i broni. Mimo że Pekurinen był głęboko religijny, to jego motywy nie wynikały z wiary. Ludzie mu współcześni sugerowali, że jest komunistą, ale nie był zainteresowany polityką. Z powodu swoich pacyfistycznych przekonań w atmosferze militarystycznych lat 30. był uznawany jako winny zdrady stanu i bezustannie nękany przez Ruch Lapua. W 1930 do fińskiego ministra obrony Juho Niukkanena została skierowana międzynarodowa petycja na rzecz Pekurinena, podpisana m.in. przez sześćdziesięciu brytyjskich członków parlamentu, a także takie sławy jak Albert Einstein, Henri Barbusse czy H.G. Wells. 14 kwietnia 1931 zostało uchwalone „prawo Pekurinena”, pierwsza w Finlandii alternatywa dla służby wojskowej. Jednakże jej warunki obowiązywały wyłącznie w czasie pokoju.
Kiedy wybuchła wojna zimowa w 1939, Pekurinen znów znalazł się w więzieniu. Z początkiem tzw. wojny kontynuacyjnej jesienią 1941 został wysłany na front z rozkazami noszenia munduru oraz używania broni. Na froncie nadal odmawiał noszenia munduru i używania broni. Z rozkazu kapitana Pentti Valkonena został stracony bez sądu. Pierwszych dwóch żołnierzy (sierżant Kivelä i szeregowy Kinnunen) odmówiło rozkazu rozstrzelania go; dopiero trzeci, kapral Asikainen, wykonał bezpośredni rozkaz Valkonena.
Po wojnie rozpoczęto śledztwo w sprawie śmierci Pekurinena, ale nigdy go nie ukończono. Pekurinen został praktycznie zapomniany przez ponad 50 lat, aż do publikacji w 1998 książki Odwaga: życie i egzekucja Arndta Pekurinena autorstwa Erno Paasilinny. Miasto Helsinki nazwało park imieniem Pekurinena (Arndt Pekurisen puisto) dla jego upamiętnienia.
Według książki Erno Paasilinny motto Pekurinena było zainspirowane Jonathanem Swiftem: „Jako że ludzie nie są jedzeni, zarzynanie ich jest bezcelowe” ("Kun ihmisiä ei syödä, on niitä turha teurastaa").